# São Marcos (Sintra)
São Marcos is een plaats en freguesia in de Portugese gemeente Sintra en telt 14.945 inwoners (2001).
São Marcos is een voorstadje van Lissabon en is daarmee verbonden door de Radial de Sintra ofwel de IC19 autoweg.